# Klausen-Leopoldsdorf
Klausen-Leopoldsdorf là một đô thị thuộc Baden trong bang Niederösterreich ở nước Áo. Đô thị này có diện tích 60,03 km², dân số năm 2001 là 1481 người.